# Freziera stuebelii
Freziera stuebelii är en tvåhjärtbladig växtart som först beskrevs av Georg Hans Emmo Emo Wolfgang Hieronymus, och fick sitt nu gällande namn av A.L. Weitzman. Freziera stuebelii ingår i släktet Freziera och familjen Pentaphylacaceae. Inga underarter finns listade i Catalogue of Life.